# Албанија на Европском првенству у атлетици на отвореном 1938.
Албанија је дебитовала на 2. Европском првенству у атлетици на отвореном 1938. одржаном у Паризу од 3. до 5. септембра. Репрезентацију Албаније представљао је двојица атлетичара који су се такмичили у 3 дисциплине.
На овом првенству представници Албаније нису освојили ниједну медаљу, а оборен је национални рекорд у троскоку.

## Учесници
| Мушкарци: - Абдиљ Келези — 200 м и 400 м - Бичоку Сефедин — Троскок | Жене: |  |

## Резултати

### Мушкарци
| Атлетичар      | Дисциплина | Лични рекорд | Квалификације | Квалификације | Полуфинале           | Полуфинале           | Финале               | Финале       | Детаљи |
| Атлетичар      | Дисциплина | Лични рекорд | Резултат      | Место         | Резултат             | Место                | Резултат             | Место        | Детаљи |
| -------------- | ---------- | ------------ | ------------- | ------------- | -------------------- | -------------------- | -------------------- | ------------ | ------ |
| Абдиљ Келези   | 200 м      |              | 24,7          | 5. у гр. 3    | Није се квалификовао | Није се квалификовао | Није се квалификовао | 22 / 29 (30) | [ 1 ]  |
| Абдиљ Келези   | 400 м      |              | 55,0          | 6. у гр. 1    |                      |                      | Није се квалификовао | 15 / 16 (17) | [ 1 ]  |
| Бичоку Сефедин | троскок    |              |               |               |                      |                      | 13,68 НР             | 9 / 11       | [ 1 ]  |

## Биланс медаља Албаније после 2. Европског првенства на отвореном 1938.
|     | ЕП     |                  |                  |                  |                  | УП               |
| 1.  | 1934.  | није учествовала | није учествовала | није учествовала | није учествовала | није учествовала |
| 2.  | 1938.  | 0                | 0                | 0                | 0                | 0                |
| 1-2 | Укупно | 0                | 0                | 0                | 0                | 0                |
| --- | ------ | ---------------- | ---------------- | ---------------- | ---------------- | ---------------- |

|                                        | Атлетичар-ка                           |                                        |                                        |                                        |                                        |                                        |
| Није било вишеструких освајача медаља. | Није било вишеструких освајача медаља. | Није било вишеструких освајача медаља. | Није било вишеструких освајача медаља. | Није било вишеструких освајача медаља. | Није било вишеструких освајача медаља. | Није било вишеструких освајача медаља. |
| -------------------------------------- | -------------------------------------- | -------------------------------------- | -------------------------------------- | -------------------------------------- | -------------------------------------- | -------------------------------------- |